# Меморіал (пам'ятка природи)
Меморіа́л — ботанічна пам'ятка природи місцевого значення в Україні. Розташована в межах міста Луцька, на розі проспекту Василя Мойсея і вулиці Шопена, на території Меморіалу Вічної Слави. 
Площа 5 га. Статус надано 1993 року. Перебуває у віданні комунального підприємства «Парки та сквери м. Луцька». 
Статус надано для збереження скверу з насадженнями цінних декоративних дерев і кущів. Зростають дуб червоний, каштан кінський, явір, туя різних форм, ялина срібляста, а також жасмин, півонія, самшит та інші.

## Галерея

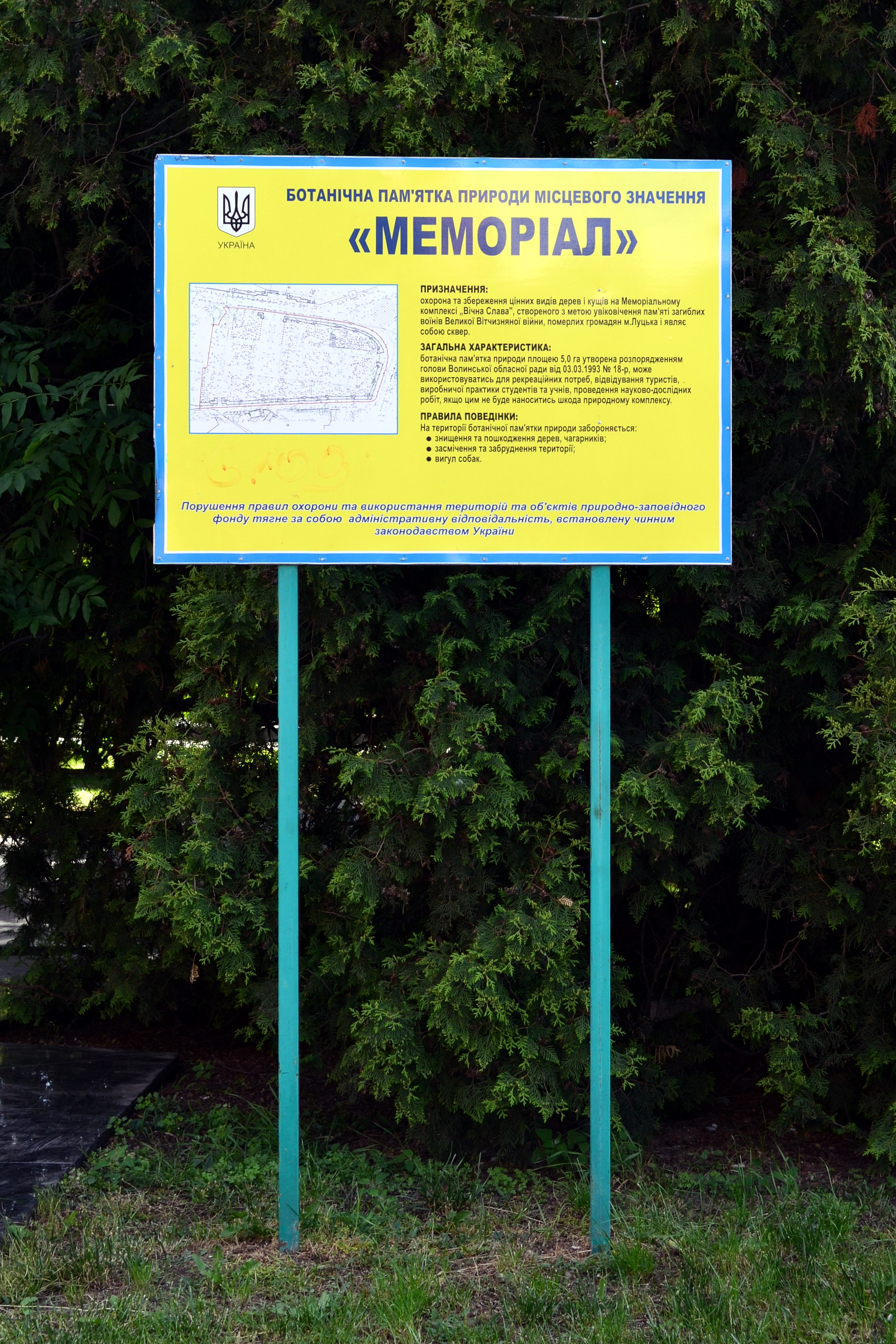
Інформаційна дошка біля центрального входу
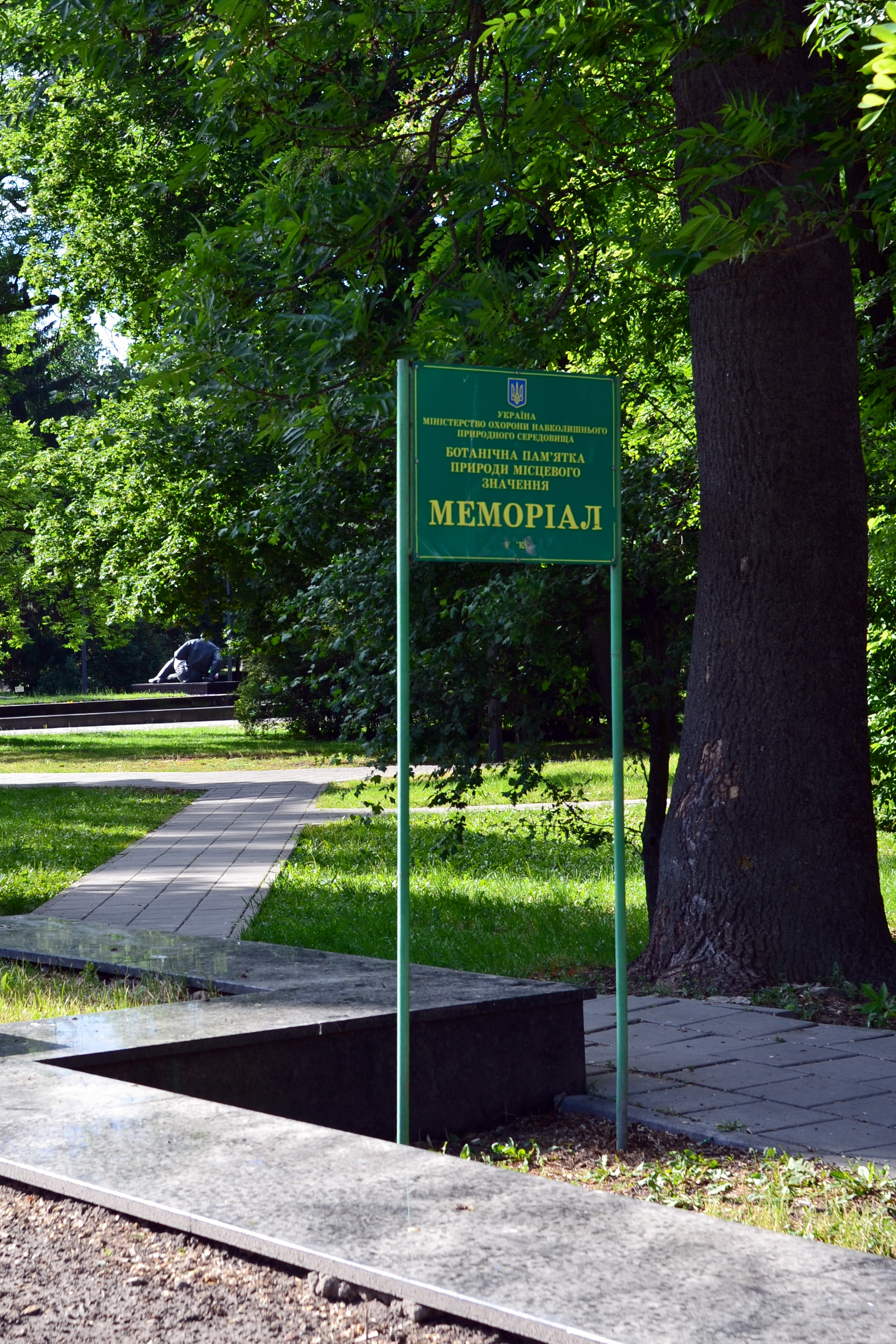
Інформаційна дошка біля бічного входу
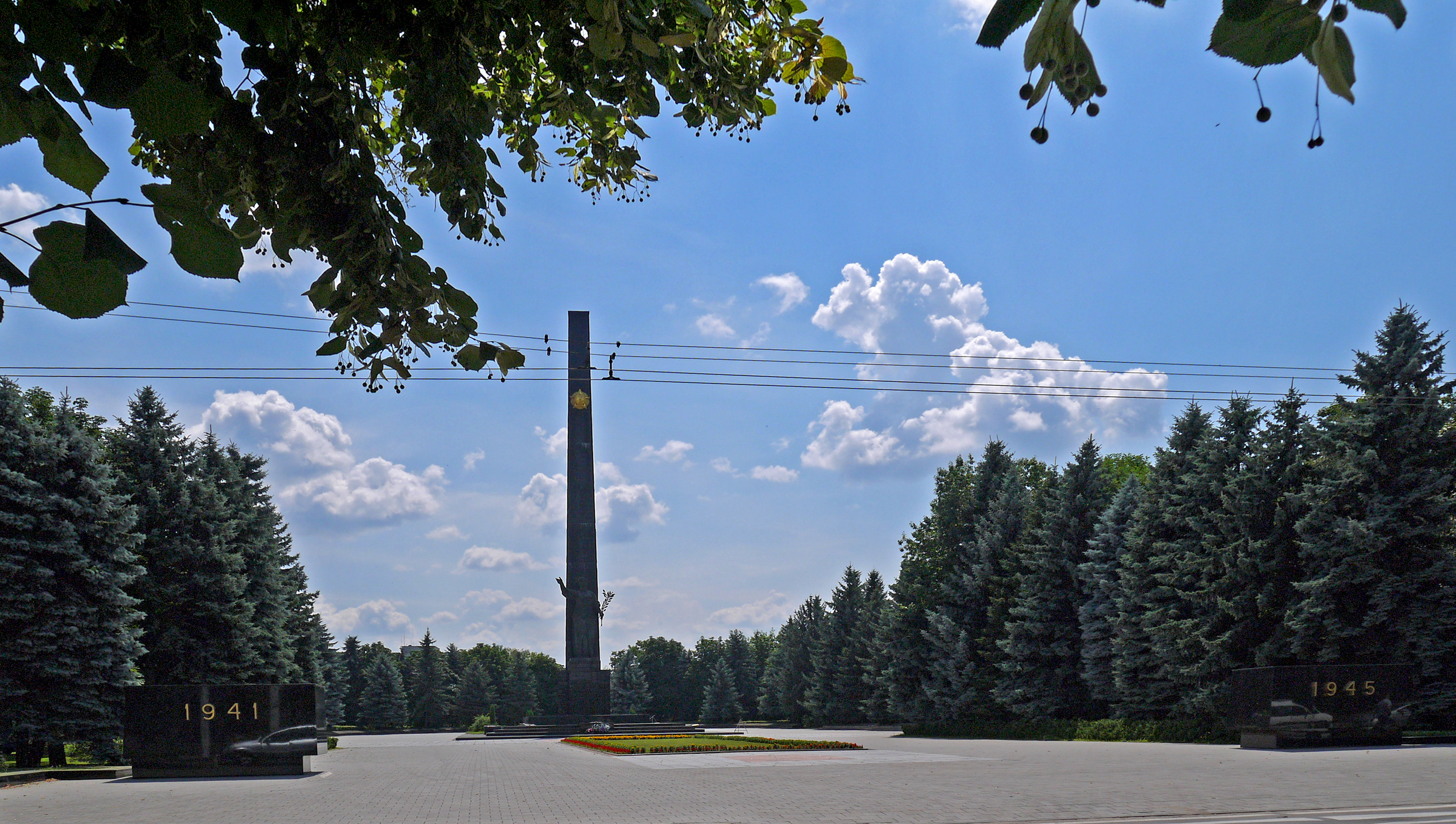
Загальний вигляд
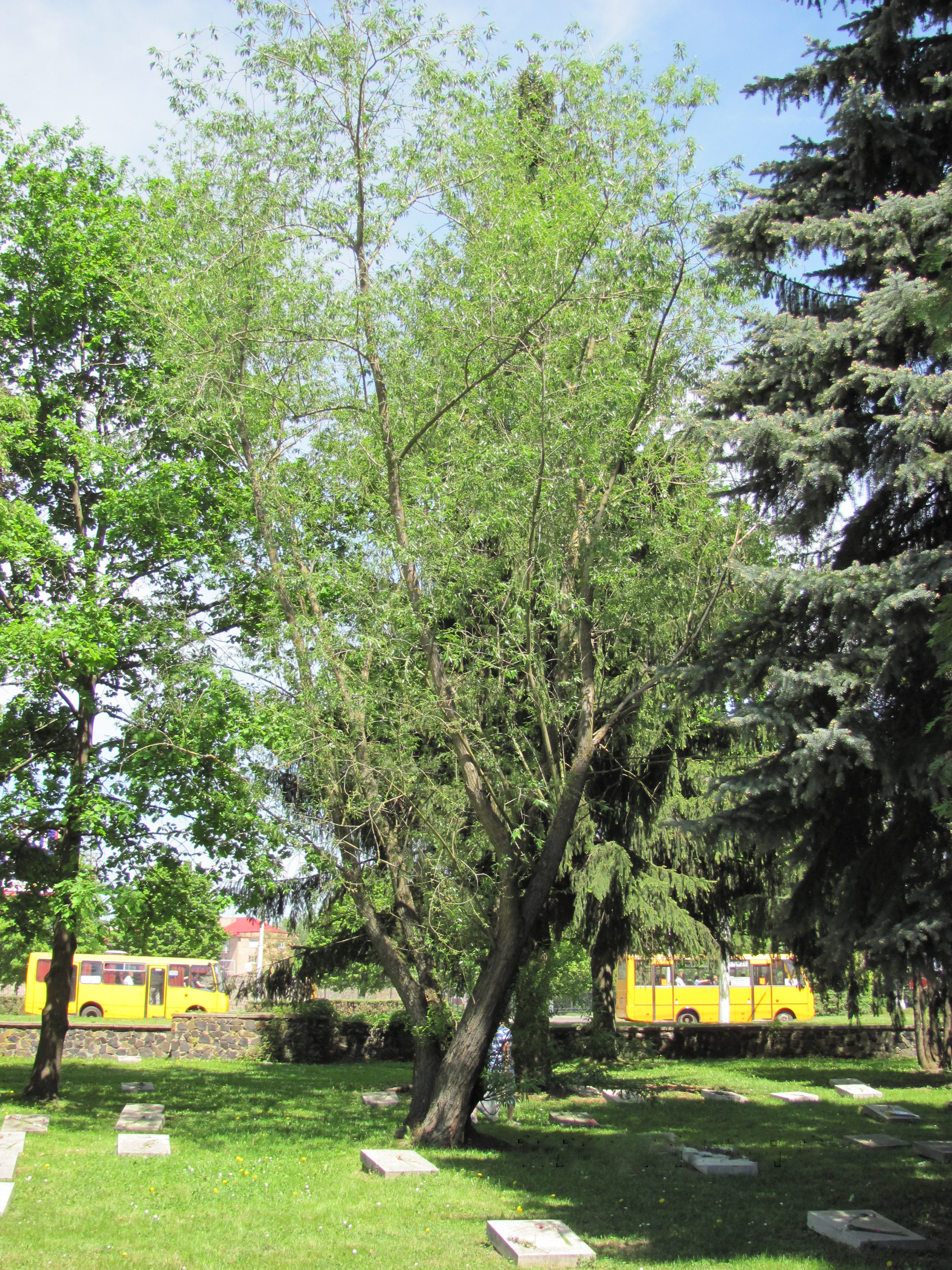
Різноманіття дерев
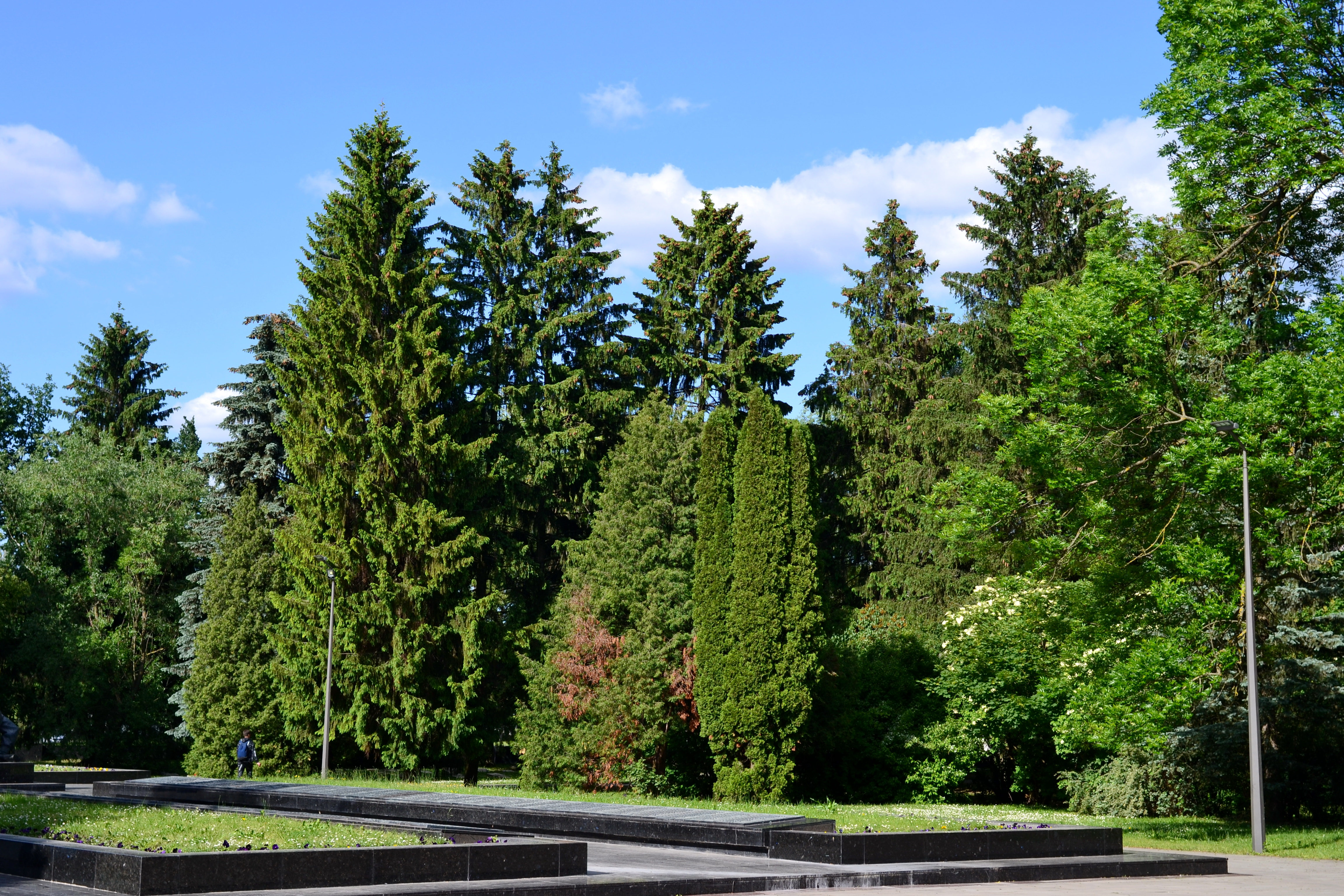
Поблизу скульптури пораненого воїна
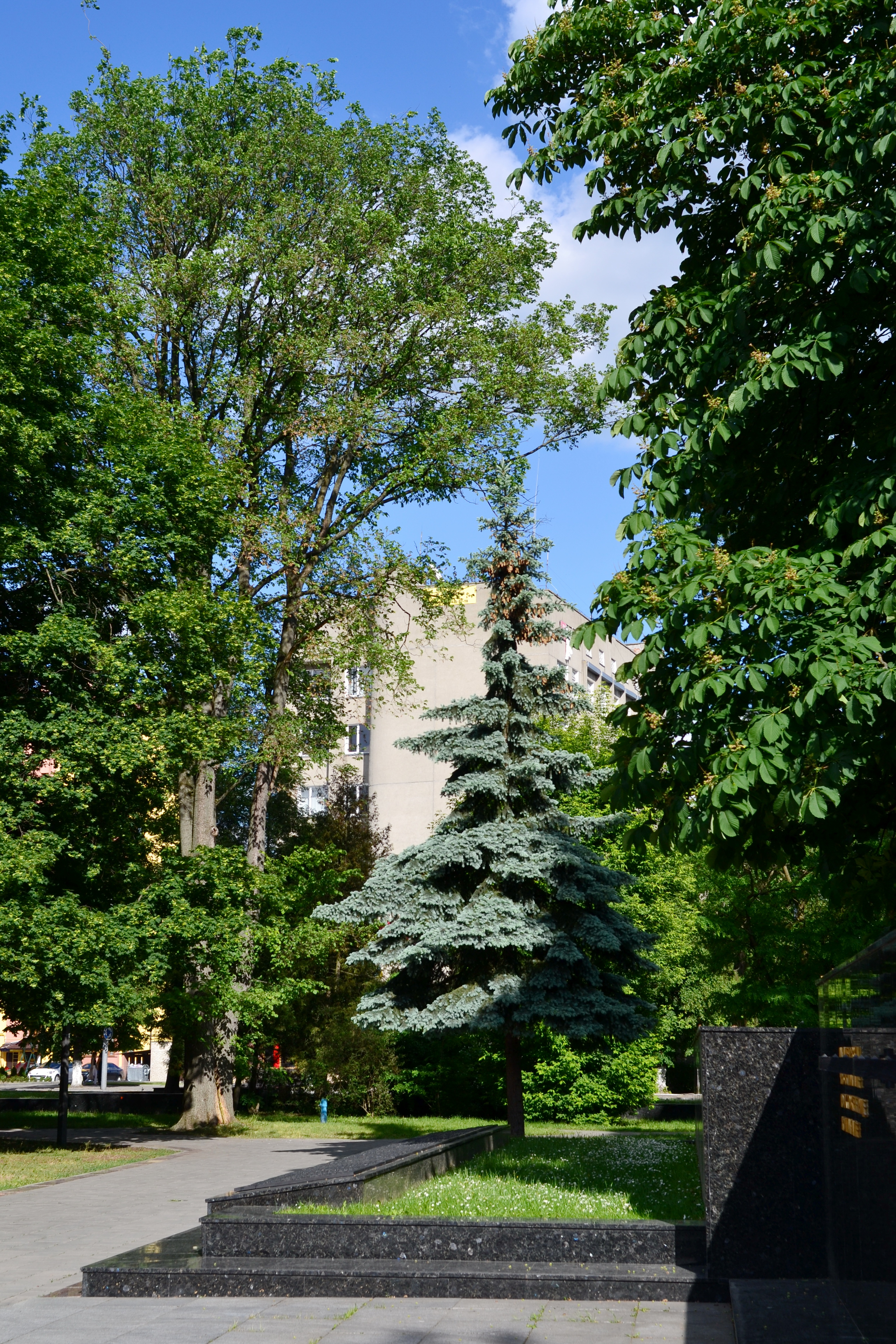
Південна алея
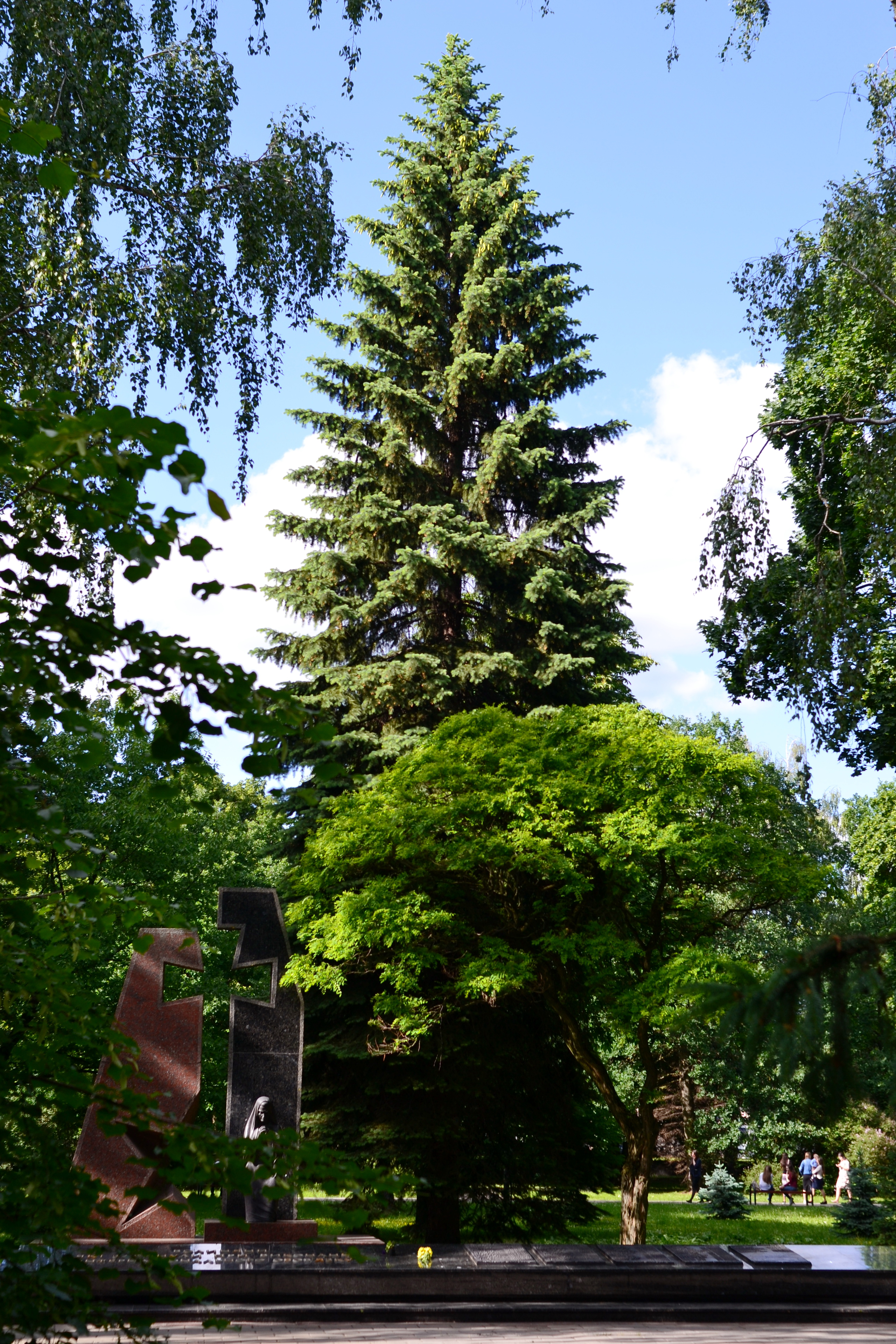
Біля пам'ятнику землякам, що загинули при виконанні інтернаціонального обов'язку
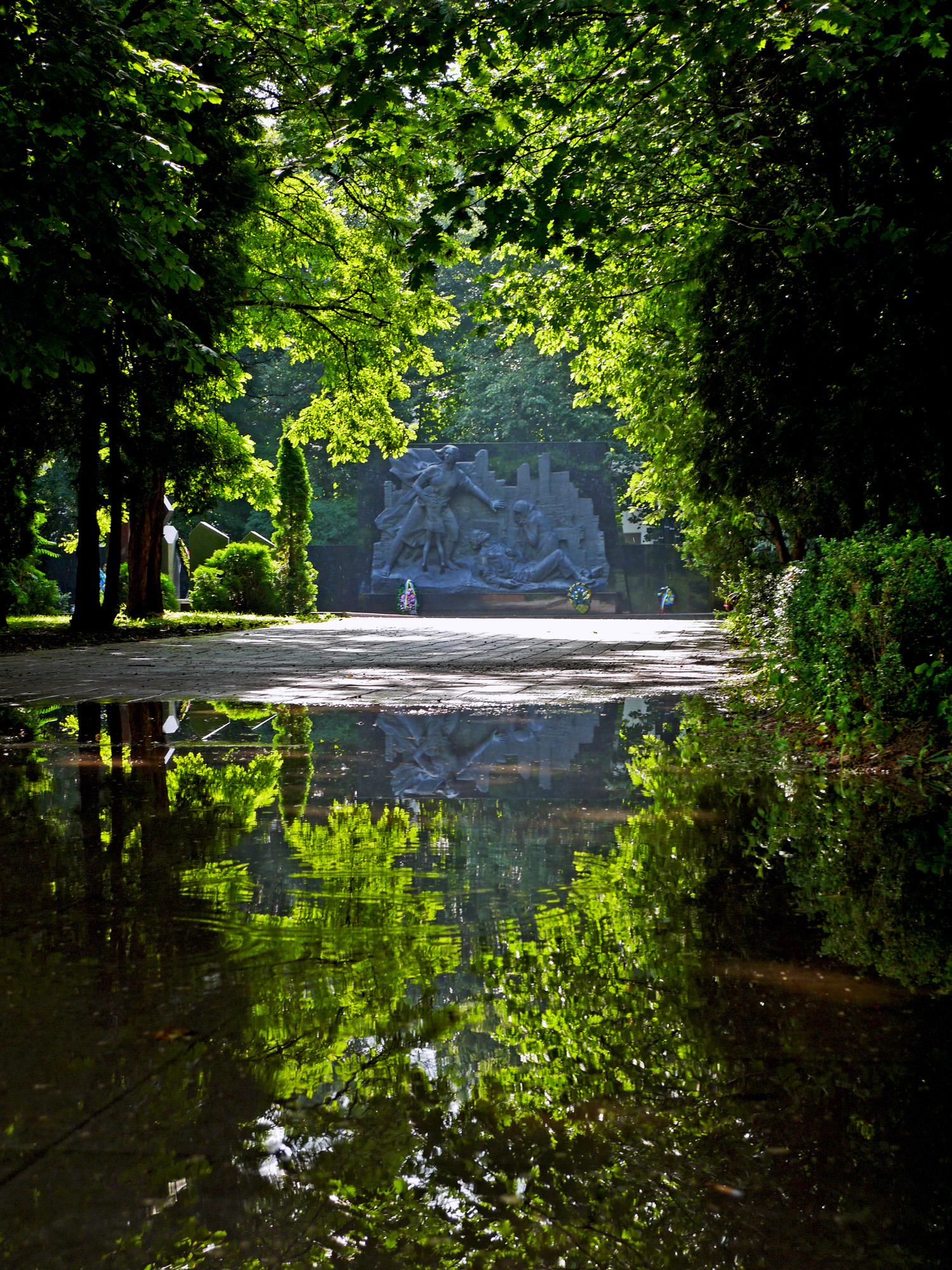
Після дощу